# Eunidia albosignata
Eunidia albosignata es una especie de escarabajo longicornio del género Eunidia, categorizada en la tribu Eunidiini, de la subfamilia Lamiinae. Fue descrita por Breuning en 1972.

## Descripción
Mide 4,5-7 mm de longitud.

## Distribución
Se distribuye por Costa de Marfil, Gabón y República Democrática del Congo.